# Aeroportul Selfs
Aeroportul Selfs (IATA: MMS, ICAO: KMMS, FAA LID: MMS) este un aeroport din Mississippi, Statele Unite ale Americii.
Situat la o altitudine de 49,28616 m, aeroportul dispune de 1 pistă.

## Infrastructură

### Piste
Aeroportul dispune de o singură pistă. Pista 02/20 are suprafața de asfalt și dimensiunile 3.346 picioare × 70 picioare. 